# 203-mm-Haubitze M1931 (B-4)

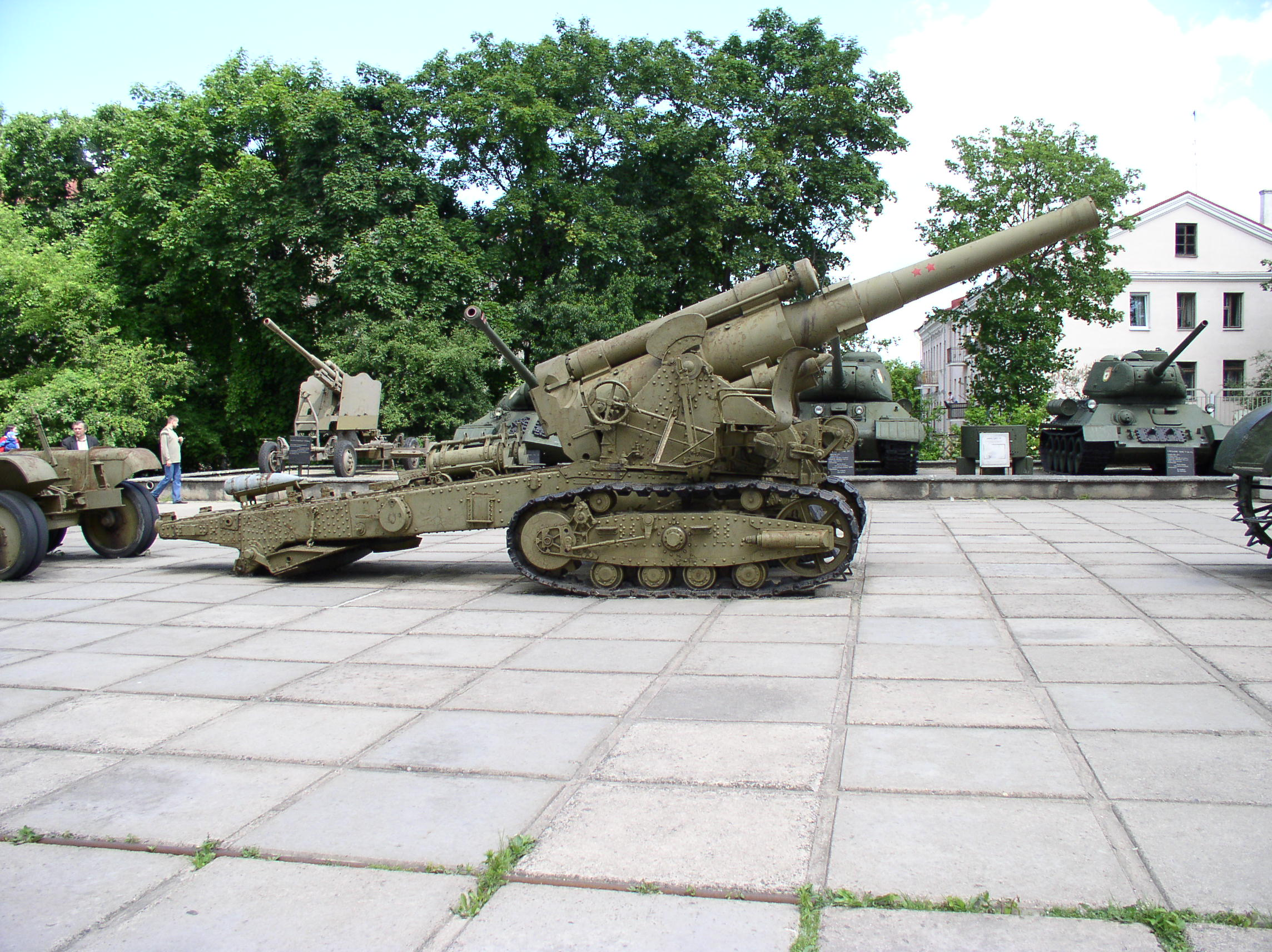
203-mm-Haubitze M1931 des Museums zur Geschichte des Großen Vaterländischen Krieges in Minsk

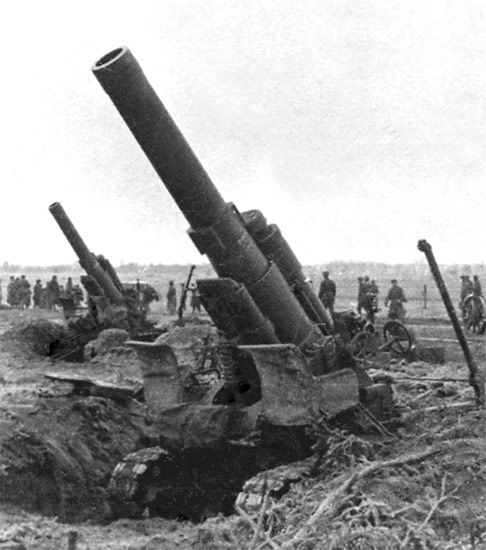
Sowjetische Batterie schwerer Haubitzen vom Typ M1931 (3. Weißrussische Front, Sommer 1944)

Die 203-mm-Haubitze M1931 (russisch 203-мм гаубица обр. 1931 г.) war eine Haubitze mit einem Kaliber von 203 mm. Die Werksbezeichnung der Waffe lautete B-4 (Б-4), der GAU-Index 52-G-625 (52-Г-550). Sie war das schwerste Geschütz, das von der Artillerie der Roten Armee während des Zweiten Weltkriegs in großen Stückzahlen verwendet wurde. Die Haubitze wurde von 1926 bis 1931 konstruiert und 1933 in den Truppendienst übernommen. Insgesamt wurden 871 Exemplare hergestellt.

## Hintergrund
Nach Ende des Ersten Weltkrieges bemühte sich die Sowjetunion, eine eigene Rüstungsindustrie aufzubauen. Es wurde im November ein Komitee für die Artillerie gegründet, welches unter der Führung von Rostislaw Awgustowitsch Durljachow stand. Dieses gründete ein Entwicklungsbüro für Artilleriewaffen, das von Franz Franzewitsch Lender geleitet wurde. Zum Büro gehörten außerdem N. I. Magdasijew und A. G. Gawrilow.
Die technische Weiterentwicklung von Geschützen in anderen Nationen wurde beobachtet und führte zu der Entscheidung, neue eigene Geschütze zu entwickeln. Die Modernisierung der sowjetischen Feldartillerie, die zu diesem Zeitpunkt noch aus der zaristischen Zeit stammte, war Teil eines bis 1932 reichenden Fünfjahrplanes.
Das erste Geschütz, welches von dieser Entwicklungsgruppe geschaffen wurde, war die 76-mm-Regimentskanone M1927.

## Entwicklung
Am 11. Dezember 1926 fiel auf einer Sitzung des Artilleriekommitees die Entscheidung, für die Artillerie der Reserve des Oberkommandos das Entwicklungsbüro unter der Leitung von F. F. Lender mit der Entwicklung einer schweren, weitreichenden Haubitze im Kaliber 203 mm zu beauftragen. Diese sollte innerhalb von 46 Monaten verfügbar sein. Dem Büro wurde am 22. März 1927 die Aufgabe gestellt, ein 122-mm-Geschütz für die Korpsartillerie, eine 152-mm-Kanone und eine 203-mm-Haubitze zu entwerfen. 
Am 16. Januar 1928 wurden zwei Entwürfe für die 203-mm-Haubitze vorgelegt, davon eine Ausführung mit und eine ohne Mündungsbremse. Die sonstige Konstruktion war identisch und die Mündungsbremse hatte auf die Ballistik des Geschützes keinen Einfluss. Das Komitee entschied sich für die Ausführung ohne Mündungsbremse und ließ die weiteren technischen Details und die Pläne für die Produktion des Geschützes ausarbeiten.
Das Geschütz sollte ein 100 kg schweres Geschoss mit einer maximalen Schussweite von 15 bis 16 km verschießen. Bei einem Höhenrichtbereich von mindestens +50° und einem Seitenrichtbereich von 60° sollte das Gewicht in der Feuerstellung etwa bei 11 bis 12 t liegen.
Zwischenzeitlich war Lender verstorben und das Entwicklungsbüro des Werkes „Bolschewik“ hatte das Projekt übernommen. Der erste Prototyp der Haubitze wurde im ersten Halbjahr 1931 hergestellt. Er wurde von Juli bis August 1931 auf einem Artillerieversuchsgelände der Roten Armee (russisch научно-испытательный артиллерийский полигон, НИАП Na'utschno-ispytatelny artillerijski poligon, NIAP) erprobt. Es wurde mit verschiedenen Ladungen experimentiert, um die Dokumentation für die Geschützbedienungen zu erstellen.
Die Truppenerprobung der Haubitze dauerte bis 1933. Anschließend wurde sie unter der Bezeichnung 203-mm-Haubitze M1931 bei der Roten Armee eingeführt.

## Technische Beschreibung
Das Geschützrohr verfügte auf einer Länge von 22 Kalibern über 64 Züge. Die Hydraulikrücklaufbremse sowie der Luftvorholer waren über dem Rohr montiert. Die genietete Kastenlafette ermöglichte eine Rohrerhöhung von +60° und einen Seitenrichtbereich von nur 8°, wodurch bei stärkeren Zielwechseln das gesamte Geschütz zum Ziel hin gedreht werden musste. Zwei Spreizholme sicherten den Stand beim Abschuss.

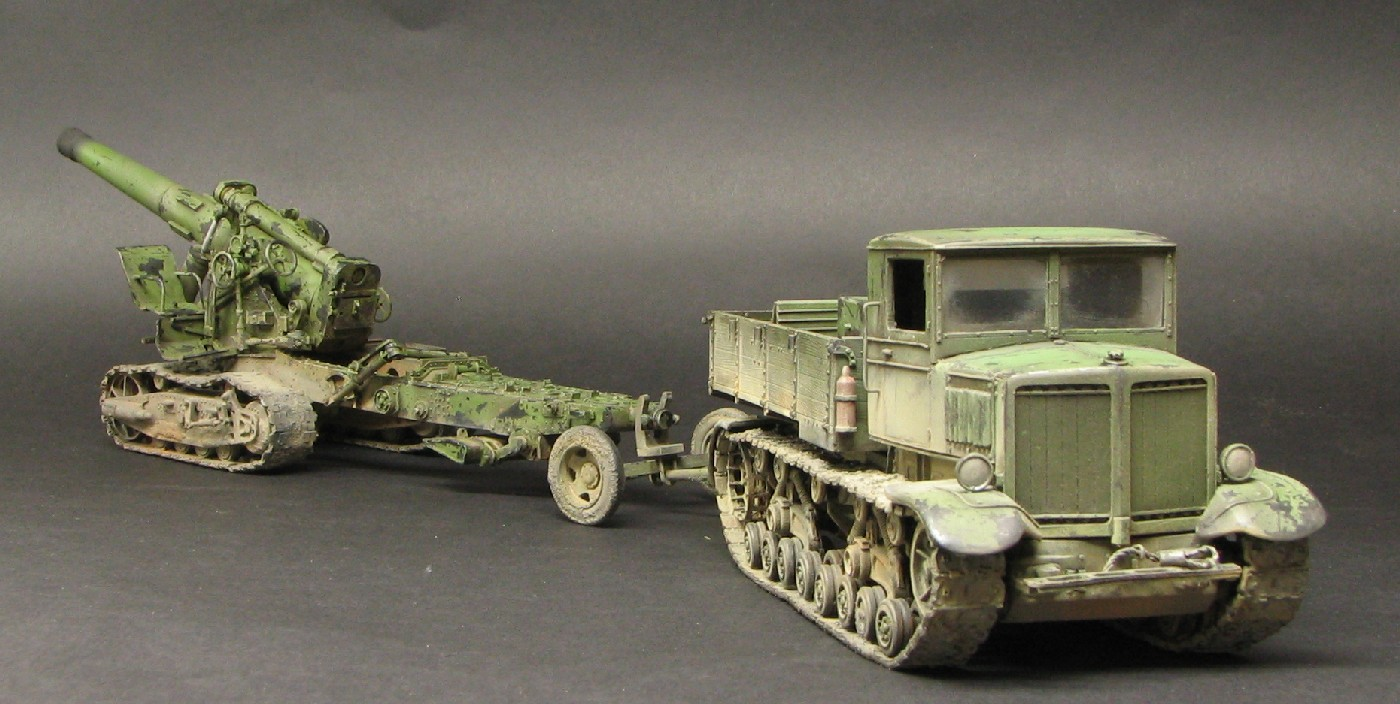
Modell der B-4 im Kraftzug im Maßstab 1:35

Das Kettenlaufwerk bestand aus zwei großen Laufrollen an den Enden, vier gefederten kleinen Laufrollen und zwei Stützlaufrollen über dem Kasten, der die Fahrwerkskomponenten zusammenhielt und mittig mit einer Achse mit der Kastenlafette verbunden war. Die Ketten waren jeweils 460 mm breit und hatte den Vorteil, dass das schwere Geschütz problemloser durch Schnee und Schlamm transportiert werden konnte. Über kurze Strecken konnte das vollständige Geschütz mit einer Maximalgeschwindigkeit von 5 km/h gezogen werden. Wurden Lafette und Rohr getrennt gefahren, konnte mit den zwei Lasten eine Marschgeschwindigkeit von 15 km/h erreicht werden. Als Zugmaschinen dienten die Vollkettenschlepper vom Typ Stalinez und Komintern.
Das Geschütz kann mit bis zu 12 Ladungen bestückt werden, wodurch eine gut ausgebildete Bedienung sehr unterschiedliche artilleristische Aufgaben erledigen kann.
Rohr und Lafette wurden während des Krieges verändert.

## 203-mm-Haubitze B-4 M
Nach Beendigung des Zweiten Weltkrieges wurde das Geschütz Ende der 1940er-Jahre modernisiert und erhielt ein neues zweiachsiges gummibereiftes Fahrwerk und eine luftbereifte Protze. Die Marschgeschwindigkeit konnte dadurch auf 35 km/h gesteigert werden. Die Lafette benötigte eine absenkbare Bodenplatte, die das Fahrwerk anhob und die Rückstoßkräfte in den Boden ableitete, wodurch das Gewicht marschbereit auf 22 t und in der Feuerstellung auf 20 t stieg.

## Einsatz

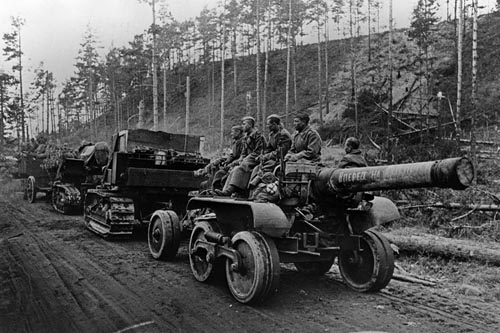
B-4 auf dem Marsch

Taktisch wurde die 203-mm-Haubitze M1931 für die Vorbereitung von Frontdurchbrüchen, den massiven Beschuss von befestigten Stellungen und auch im direkten Schuss auf Gebäude bei Kämpfen im urbanen Umfeld, wie in Berlin 1945, eingesetzt. Bis zum Ende des Zweiten Weltkrieges war die Haubitze ausschließlich als gezogenes Geschütz im Einsatz. Zwei Selbstfahrlafette Prototyp auf T-35 Basis wurden gebaut.
Die Gliederung der schweren Artillerie in der Reserve des Oberkommandos der Roten Armee sollte per August 1939 über 17 Artillerieregimenter mit schweren Haubitzen verfügen. Jedes sollte regulär über 36 B-4 und 1.374 Mann verfügen. Für 13 Regimenter war eine Teilung und Verdoppelung der Einheiten vorgesehen. Da nicht ausreichend Geschütze gefertigt wurden, erreichte man zwischen August und September 1939 nur eine Steigerung auf 21 Artillerieregimenter. Eines davon musste wieder gestrichen werden, so dass Anfang 1940 nur 20 Regimenter existierten.
Diese Artillerieregimenter trugen am 4. April 1940 die Nummern: 106, 108, 110, 120, 136, 137, 138, 168, 199, 318, 324,  330,  350, 402, 403, 430, 522, 544, 549 und 550.
Eine vollständige Ausrüstung dieser Verbände war mit den vorhandenen 612 203-mm-Haubitzen B-4 gedeckt. Für den Fall des Krieges sollten weitere 571 B-4 produziert werden.
Im Juli 1940 tauschte das 331. Artillerieregiment seine Ausrüstung mit dem 137. Regiment, welches dann, ausgerüstet mit 152-mm-Haubitzen ML-20, zum Einsatz gegen Finnland vorbereitet wurde. Grundsätzlich wurde im sowjetisch-finnischen Krieg die schwere Haubitze B-4 gegen die Bunker und Befestigungen der Mannerheim-Linie eingesetzt. Die sowjetische Truppengliederung zeigte am 1. März 1940 einen Bestand von 142 Geschützen vom Typ B-4 an der Front. Vermerkt ist der Verlust von 4 Haubitzen M1931 während des Krieges. Auf finnischer Seite soll dabei der Begriff „Stalins Vorschlaghammer“ für diese Waffe geprägt worden sein, während die sowjetischen Soldaten den Begriff „Karelischer Bildhauer“ verwendet haben, da zerstörte Bunker in skurriler Weise mit Beton- und Stahlteilen aus dem Boden ragten.
Die letzte Gliederung vor Beginn des Zweiten Weltkrieges zeigte eine Ausrüstung mit 24 Geschützen pro Regiment. Da jedoch geplant war, dass einige Regimenter im Kriegsfall geteilt wurden und neue Verbände aufstellten, wurde diesen Einheiten ein zusätzlicher Bestand zugestanden.
Per 1. Januar 1941 belief sich der Bestand auf 651 Geschütze, wobei 41 als nicht einsatzbereit und reparaturbedürftig gemeldet waren. Davon waren 22 in den Werken für eine Instandsetzung und es wurde ein Totalverlust gemeldet.
In den Monaten darauf wurden vier neue schwere Artillerieregimenter aufgestellt, das 4., 5., 191. und 440. schwere Artillerieregiment.
Als am 22. Juni 1941 der deutsche Angriff auf die Sowjetunion begann, verfügte die Rote Armee über 836 schwere Haubitzen M1931. Davon waren 794 bei den Kampfverbänden und weitere 42 in Depots. Sie stellten die Ausrüstung für 23 schwere Artillerieregimenter: 4, 5, 106, 108, 110, 120, 136, 137, 138, 168, 191, 199, 318, 324,  330,  350, 402, 403, 430, 440, 486, 522, 549 und 550.
Allerdings hatte das Artillerieregiment 120 noch alte britische 8-Zoll-Haubitzen MkIV aus dem Ersten Weltkrieg im Bestand.
Nach Beginn des Kriegs wurden 9 neue Regimenter aufgestellt, diese erhielten die Nummern: 515, 519, 526, 527, 529, 537, 544, 590 und 612.
Mit dem immensen Gewicht wirkte sich der größte Schwachpunkt des Geschützes merklich aus. Die hohe Geschwindigkeit des deutschen Vormarsches führte dazu, dass eine größere Zahl der Geschütze in deutsche Hand fiel. So erbeutete zum Beispiel die deutsche 11. Panzer-Division im Raum Dubno am 25. Juni alle 23 Geschütze des in der Aufstellung befindlichen 529. Artillerieregiments.
Bis zum 1. Dezember 1941 beliefen sich die Verluste auf 75 Geschütze. Nachdem sich der Bewegungskrieg jedoch ab Herbst 1941 verlangsamte, konnten die sowjetischen Streitkräfte das Geschütz wirksam zum Einsatz bringen. Auch war die sowjetische Industrie durch die Lieferung von 105 Geschützen in diesem Jahr in der Lage, die Verluste auszugleichen. Die Offensiven der Achsen-Streitkräfte im Jahr 1942 führten nochmal zum Verlust von 42 Haubitzen, doch das Kriegsjahr 1943 zeigt in der Statistik nur noch 1 verlorenes Geschütz.
Ab 1943 wurden die selbstständigen Regimenter in Brigaden organisiert und den Artilleriedurchbruchskorps zugeteilt.

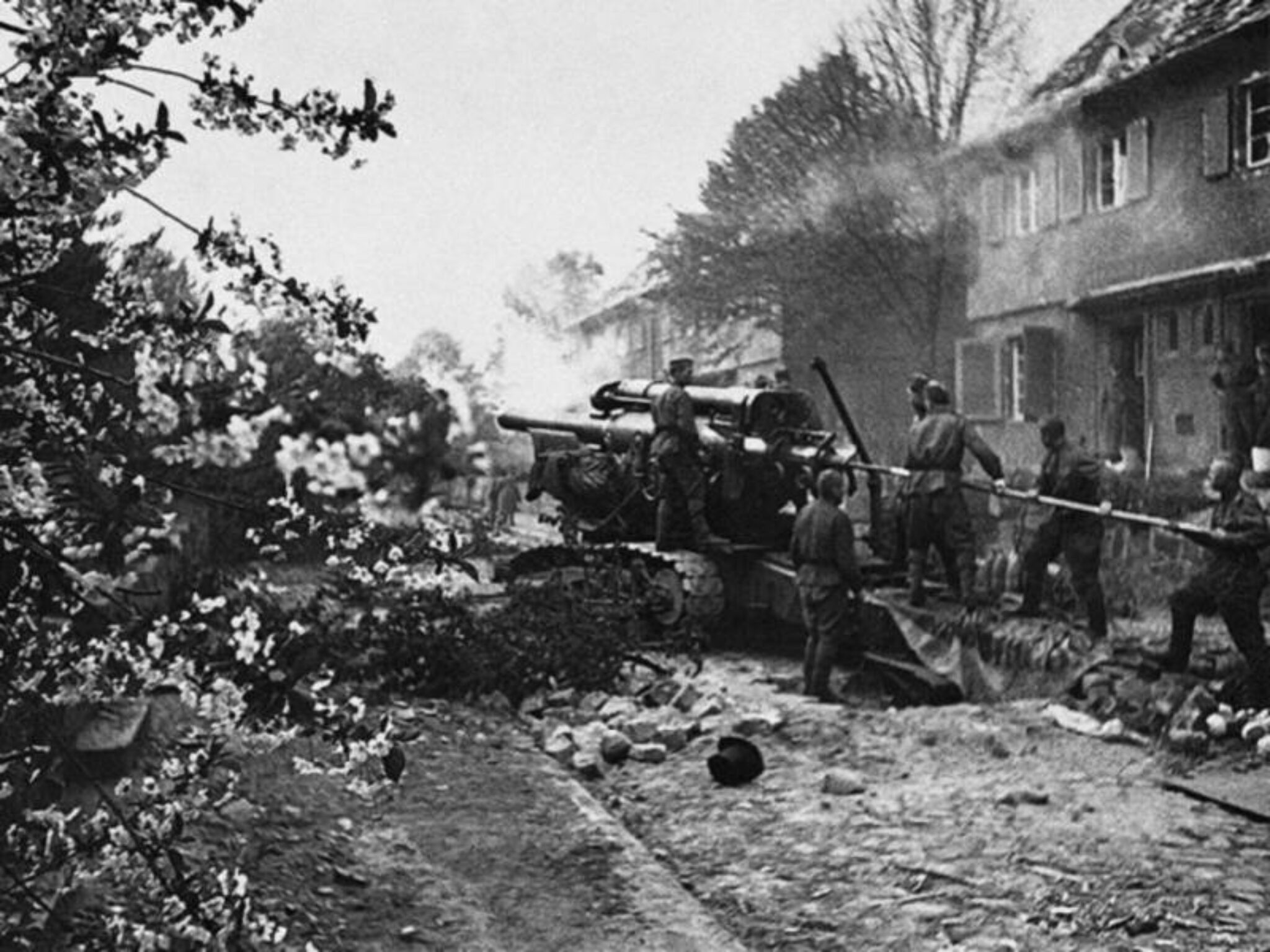
B-4 im direkten Richten, Berlin 1945

Im Jahr 1945 verfügte die Rote Armee über 30 solcher, als Brigaden organisierter schweren Artillerieverbände. Im Mai 1945 wurden für den Kampf gegen Japan zwei neue Einheiten im Osten des Landes aufgestellt.
Die M1931 wurde bis in die 1950er-Jahre hinein als schwerste Artillerie der Sowjetarmee auf Divisions- und Korpsebene genutzt.
Nachfolger der B-4 war in den 1970er-Jahren die 203-mm-Selbstfahrlafette 2S7.

## Varianten

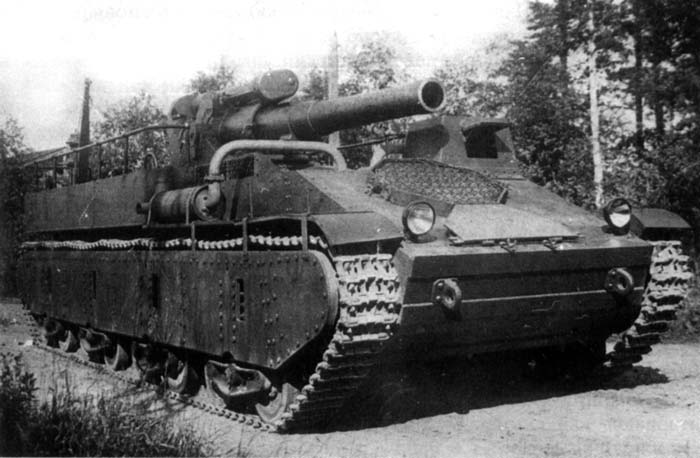
SU-14 vor der Schießerprobung

Die sowjetische Militärführung erkannte bereits in den 1930er-Jahren, dass die fehlende Motorisierung des Geschützes seinen Kampfwert erheblich reduzierte. Im Rahmen des zweiten Fünfjahresplan bewilligte Josef Stalin im März 1934 die Entwicklung schwerer motorisierter Artillerie. Es sollten Geschütze im Kaliber 152 bis 400 mm motorisiert werden.
Der erste Versuch des „Kirow“-Werkes in Leningrad war die SU-7, welche auf dem schweren Mehrturmpanzer T-35 beruhte und ursprünglich für die geplante „Triplex“-Lafette entwickelt wurde. Dieses Fahrgestell wurde dann doch mit der B-4 bestückt. Nachdem man feststellte, dass die Konstruktion ein Gefechtsgewicht von 106 t erreichte, war klar, dass man mit dem vorgesehenen 500-PS-Motor des T-28 keine Chance hatte, die vorgegebene Geschwindigkeit von 25 km/h zu erreichen.
Der zweite Versuch erhielt die Bezeichnung SU-14. Das Fahrzeug und die Waffenlafette waren deutlich leichter gehalten und erreichten ein Gesamtgewicht von etwa 40 t. Damit war die Forderung theoretisch erfüllt. Doch aus unbekannten Gründen gelangten die Selbstfahrlafetten nicht zur Einführung.

## 20,3-cm-Haubitze 503 (r)
Die Wehrmacht identifizierte vor dem Angriff auf die Sowjetunion eine Reihe von Ausführungen der schweren Haubitze B-4 und erbeutete einige Exemplare.

### 20,3-cm-Haubitze 503 (r)
Erste Ausführung mit einem Gewicht von 15,8 t und der ersten Ausführung des Rohrwagens. Dieses Geschütz hatte noch eine geringe Reichweite von 12.800 m und einer Mündungsgeschwindigkeit von 538 m/s.

### 20,3-cm-Haubitze 503/1 (r)
Zweites Modell mit einem Gewicht von 15,8 t und vergrößerten Rädern beim Rohrwagen. Mit neuer Munition gesteigerte v0 von 550 m/s und Reichweite von 16.000 m.

### 20,3-cm-Haubitze 503/2 (r)
Drittes Modell mit Rohrwagen mit wiederum kleineren Rädern am Rohrwagen.

### 20,3-cm-Haubitze 503/3 (r)
Die vierte Ausführung kombinierte das zweite Modell mit einem längeren Rohr (4915 mm anstelle bisher 4294 mm), allerdings stieg das Gesamtgewicht auf 17,7 t.

### 20,3-cm-Haubitze 503/4 (r)
Die fünfte Ausführung basierte auf der 3. Ausführung in Verbindung mit dem neuen Rohr.

### 20,3-cm-Haubitze 503/5 (r)
Mit der sechsten und letzten Ausführung ändert sich das Fahrwerk des Rohrwagens vollständig, da dieses ebenfalls als antriebsloses Kettenfahrgestell ausgeführt ist.

## Museale Rezeption
- Artilleriemuseum Sankt Petersburg
- Militärmuseum Kiew
- Belarussisches Museum des Großen Vaterländischen Krieges in Minsk